# 艾格勒維爾 (阿拉巴馬州)
艾格勒維爾（英語：Aigleville）是一個位於美國阿拉巴馬州馬倫戈縣的鬼鎮。由於此地已於1842年被荒廢，本地已無人居住。

## 地理
艾格勒維爾的座標為32°30′58.5″N 87°49′32.5″W / 32.516250°N 87.825694°W，而該地的平均海拔高度為49米（即161英尺）。